# Ciclon

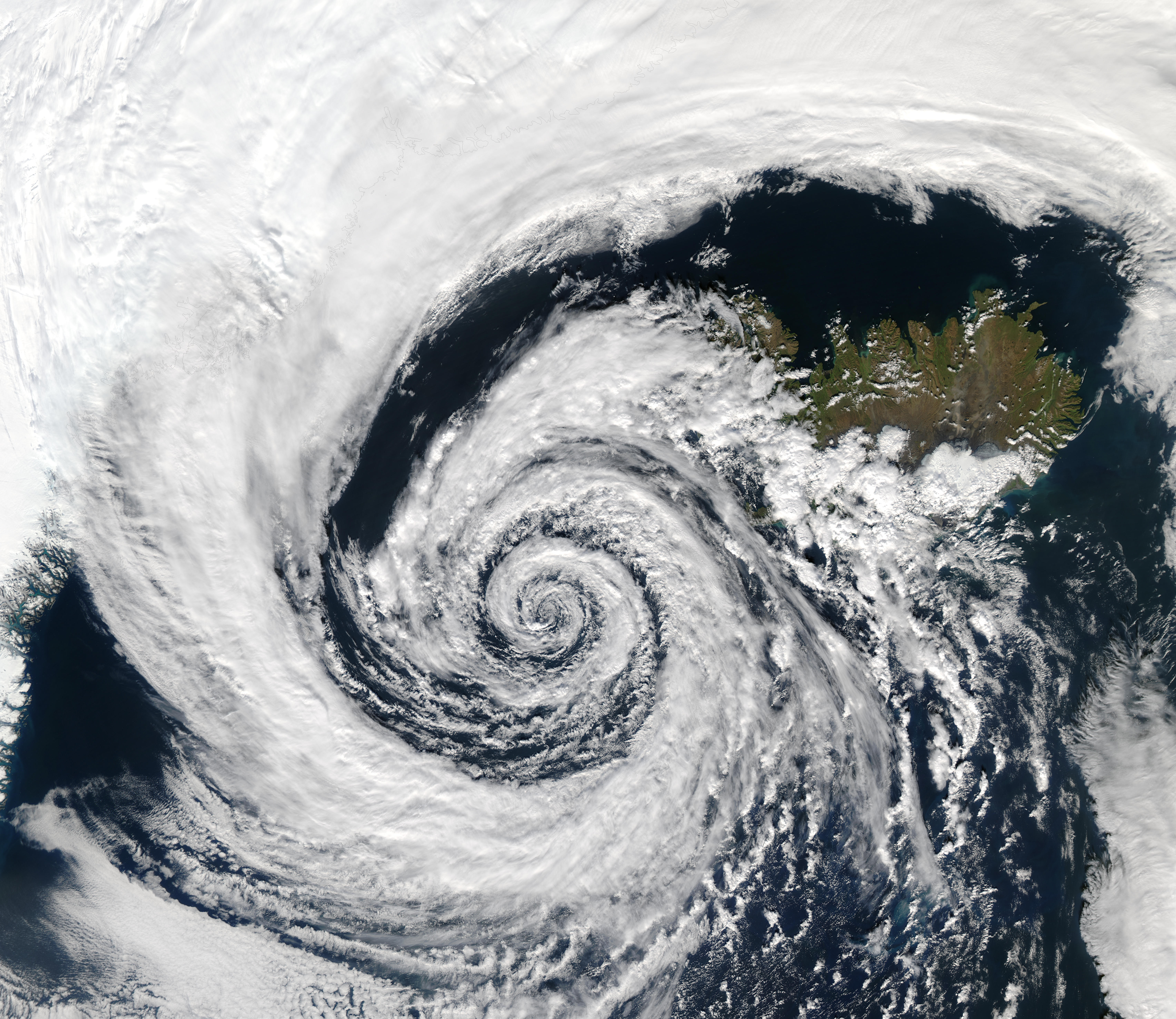
Ciclon deasupra Islandei

Ciclon și anticiclon

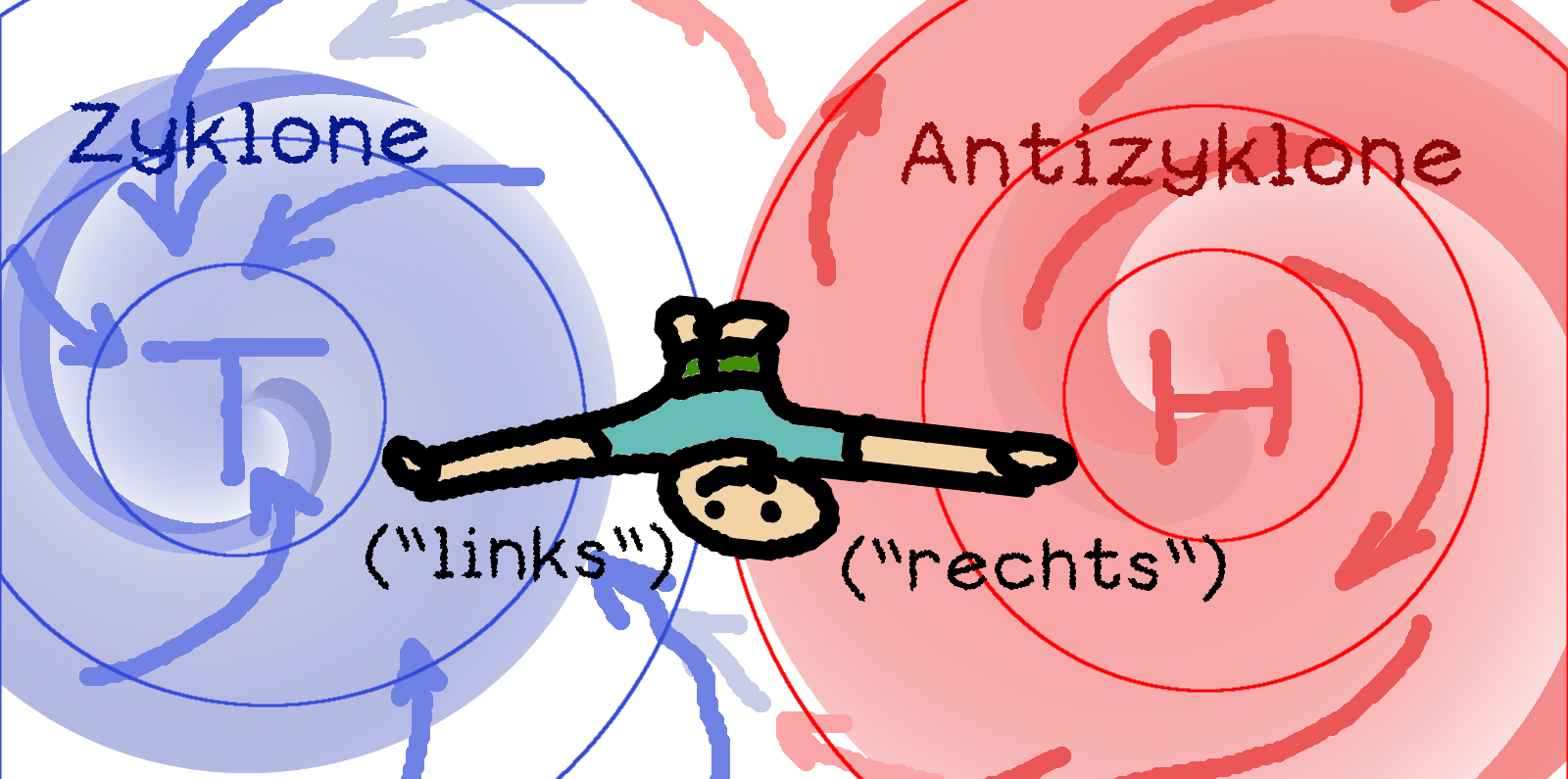
Ciclon și anticiclon

Ciclonul (în greacă κυκλώνας, kiklónas - care se rotește) este o perturbație atmosferică cu presiune scăzută și cu o circulație a aerului în jurul centrului în sensul invers acelor de ceasornic în emisfera nordică și în sensul acelor de ceasornic în emisfera sudică.
Este un vânt  puternic cu deplasarea aerului în spirală, însoțit de ploi torențiale și de descărcări electrice, specifice regiunilor tropicale, din bazinul Oceanului Indian, el fiind numit în aceste regiuni și ciclon tropical sau taifun.
Se manifestă deosebit de intens la sud de ecuator în regiunile Golfului Bengal, Mauritius, La Réunion, Madagascar, coasta Africii de Est și Australia.
În stratul de frecare, vântul are componenta orientată către centru conform gradientului baric.
Datorită orientării vântului către centrul ciclonului, în partea sa centrală domină mișcările ascendente.
Față de anticicloni, ciclonii determină un timp în general închis, cu precipitații și vânturi intense.

În meteorologie, un ciclon este o masă de aer pe scară largă care se rotește în jurul unui centru puternic de presiune atmosferică scăzută.
Ciclonii sunt caracterizați de vânturi în spirală spre interior care se rotesc în jurul unei zone de presiune joasă.  Cele mai mari sisteme cu presiune joasă sunt vortexurile polare și ciclonii extratropici de cea mai mare scară (scara sinoptică).
Ciclonii cu miez cald, cum ar fi ciclonii tropicali și ciclonii subtropicali se află, de asemenea, în scala sinoptică.
Mesocicloanele, tornadele și diavolii praf se află pe o scară mai mică.
Ciclonii de nivel superior pot exista fără prezența unei presiuni scăzute și se pot prinde de la baza jgheabului troposferic superior tropical în lunile de vară în emisfera nordică.
Ciclonele au fost văzute și pe planete extraterestre, precum Marte, Jupiter și Neptun.
Ciclogeneza este procesul de formare și intensificare a ciclonilor.
Ciclonii extratropici încep ca valuri în regiuni mari cu contrast de temperatură latitudine medie crescut numite zone baroclinice. Aceste zone se contractă și formează fronturi meteorologice pe măsură ce circulația ciclonică se închide și se intensifică. Mai târziu, în ciclul lor de viață, ciclonii extratropicali apar ca masele de aer rece subcotează aerul mai cald și devin sisteme cu miez rece. Piesa unui ciclon este ghidată pe parcursul ciclului său de viață de 2 până la 6 zile de fluxul de direcție al fluxului de jet subtropical.
Ciclogeneza
Ciclogeneza este dezvoltarea sau întărirea circulației ciclonice în atmosferă. Ciclogeneza este un termen general pentru mai multe procese diferite, care toate duc la dezvoltarea unui fel de ciclon. Poate apărea la diverse scale, de la microscală până la scara sinoptică.
Ciclonii extratropicali încep ca valurile de-a lungul fronturilor meteorologice înainte de a ocupa mai târziu în ciclul lor de viață ca sisteme cu miez rece. Cu toate acestea, unele ciclone extratropicale intense pot deveni sisteme cu miez cald atunci când are loc o izolare caldă.
Ciclonii tropicali se formează ca urmare a activității convective semnificative și sunt miez cald.
Mesociclonele se formează ca cicloni de miez cald peste pamant și pot duce la formarea de tornade .